# Nyanga (vattendrag i Gabon)
Nyanga är ett vattendrag i Gabon och Kongo-Brazzaville. Det rinner genom den sydvästra delen av båda länderna, och mynnar i Atlanten 400 km söder om Gabons huvudstad Libreville. Delar av det övre loppet ingår i gränsen mellan länderna.